# HR 244
HR 244 — одиночная звезда в созвездии Кассиопеи. Она имеет жёлто-белый оттенок и видна невооружённым глазом с видимой звёздной величиной 4,80. Измерения параллакса показывают, что звезда расположена на расстоянии 62 световых лет от Солнца и удаляется с лучевой скоростью +20,7 км/с; около 546 000 лет назад она была на расстоянии 38 световых лет от Солнца. Звезда имеет относительно высокое собственное движение, пересекая небесную сферу со скоростью 0,183 угловых секунды в год.
Эта звезда представляет собой звезду F-типа со звёздной классификацией F9V. Несмотря на спектральный класс, эволюционные модели показывают, что звезда покинула главную последовательность и теперь является субгигантом. Звезде 5,3 миллиардов лет, и она вращается с прогнозируемой скоростью вращения 8 км/с. Звезда имеет массу 1,2 масс Солнца и радиус 1,8 радиусов Солнца. Звезда излучает из своей фотосферы светимость 3,7 солнечных светимостей, при эффективной температуре 5986 К.